# Enchophyllum nigrocuprea
Enchophyllum nigrocuprea är en insektsart som beskrevs av Walker. Enchophyllum nigrocuprea ingår i släktet Enchophyllum och familjen hornstritar. Inga underarter finns listade i Catalogue of Life.